# DDR-Fußballmeisterschaft der Schüler 1986
Die DDR-Fußballmeisterschaft der Schüler 1986 war die 26. Auflage dieses Wettbewerbes, der vom DFV durchgeführt wurde. Der Wettbewerb begann am 1. Juni 1986 mit der Vorrunde und endete am 6. Juli 1986 mit der Titelverteidigung vom FC Rot-Weiß Erfurt, der im Finale gegen den Berliner FC Dynamo gewann und zum vierten Mal zu Meisterehren kam.

## Teilnehmende Mannschaften
An der DDR-Fußballmeisterschaft der Schüler für die Altersklasse (AK) 13/14 nahmen die Bezirksmeister bzw. dessen Vertreter der 15 Bezirke auf dem Gebiet der DDR und der Zweitplatzierte der Ost-Berliner Bezirksmeisterschaft teil. Spielberechtigt waren Spieler bis zum 14. Lebensjahr (Stichtag: 1. Juni 1971).
Für die Meisterschaft qualifizierten sich folgende fünfzehn Bezirksmeister bzw. dessen Vertreter und der Zweite aus Ost-Berlin:
| - Bezirk Rostock F.C. Hansa Rostock - Bezirk Schwerin ISG Schwerin - Bezirk Neubrandenburg BSG Lok/Armaturen Prenzlau - Bezirk Potsdam BSG Motor Babelsberg - Ost-Berlin 1. FC Union Berlin Berliner FC Dynamo | - Bezirk Frankfurt (Oder) FC Vorwärts Frankfurt/O. - Bezirk Magdeburg 1. FC Magdeburg - Bezirk Halle Hallescher FC Chemie - Bezirk Leipzig 1. FC Lokomotive Leipzig - Bezirk Cottbus BSG Energie Cottbus | - Bezirk Dresden SG Dynamo Dresden - Bezirk Karl-Marx-Stadt FC Karl-Marx-Stadt - Bezirk Erfurt FC Rot-Weiß Erfurt (TV) - Bezirk Gera FC Carl Zeiss Jena - Bezirk Suhl BSG EIO Sonneberg (TV) – Titelverteidiger |

## Modus
In der Vorrunde wurden die Spiele in vier Staffeln zu je vier Mannschaften mit Hin- und Rückspiel nach dem Modus „Jeder gegen Jeden“ ausgetragen. Die vier Staffelsieger ermittelten ab dem Halbfinale auf neutralem Platz den DDR-Meister.

## Vorrunde

### Staffel 1
Spiele
| Datum                      |                          |   |                          | Hinspiel | Rückspiel |
| -------------------------- | ------------------------ | - | ------------------------ | -------- | --------- |
| So 01. Juni / So 15. Juni  | SG Dynamo Dresden        | – | 1. FC Lokomotive Leipzig | 1:1      | 0:0       |
| So 01. Juni / So 15. Juni  | BSG Energie Cottbus      | – | FC Carl Zeiss Jena       | 2:0      | 1:1       |
| Sa 07. Juni / So 22. Juni  | SG Dynamo Dresden        | – | BSG Energie Cottbus      | 2:1      | 1:1       |
| So 08. Juni / So 22. Juni  | 1. FC Lokomotive Leipzig | – | FC Carl Zeiss Jena       | 1:1      | 1:3       |
| Mi .11. Juni / So 29. Juni | FC Carl Zeiss Jena       | – | SG Dynamo Dresden        | 1:1      | 4:2       |
| Mi .11. Juni / So 29. Juni | BSG Energie Cottbus      | − | 1. FC Lokomotive Leipzig | 2:0      | 3:3       |

Abschlusstabelle
| Pl. | Mannschaft               | Sp. | S | U | N | Tore    | Diff. | Punkte |
| --- | ------------------------ | --- | - | - | - | ------- | ----- | ------ |
| 1.  | BSG Energie Cottbus      | 6   | 2 | 3 | 1 | 010:700 | +3    | 07:50  |
| 2.  | FC Carl Zeiss Jena       | 6   | 2 | 3 | 1 | 010:800 | +2    | 07:50  |
| 3.  | SG Dynamo Dresden        | 6   | 1 | 4 | 1 | 007:800 | −1    | 06:60  |
| 4.  | 1. FC Lokomotive Leipzig | 6   | 0 | 4 | 2 | 006:100 | −4    | 04:80  |

### Staffel 2
Spiele
| Datum                      |                            |   |                            | Hinspiel | Rückspiel |
| -------------------------- | -------------------------- | - | -------------------------- | -------- | --------- |
| So 01. Juni / So 15. Juni  | FC Vorwärts Frankfurt/O.   | – | F.C. Hansa Rostock         | 4:1      | 0:2       |
| So 01. Juni / So 15. Juni  | BSG Lok/Armaturen Prenzlau | – | Berliner FC Dynamo         | 0:3      | 0:8       |
| So 08. Juni / So 22. Juni  | FC Vorwärts Frankfurt/O.   | – | BSG Lok/Armaturen Prenzlau | 3:1      | 3:3       |
| So 08. Juni / Mi .25. Juni | F.C. Hansa Rostock         | – | Berliner FC Dynamo         | 0:3      | 3:1       |
| Mi .11. Juni / So 29. Juni | Berliner FC Dynamo         | – | FC Vorwärts Frankfurt/O.   | 3:0      | 1:3       |
| Mi .11. Juni / So 29. Juni | BSG Lok/Armaturen Prenzlau | − | F.C. Hansa Rostock         | 1:4      | 0:1       |

Abschlusstabelle
| Pl. | Mannschaft                 | Sp. | S | U | N | Tore    | Diff. | Punkte |
| --- | -------------------------- | --- | - | - | - | ------- | ----- | ------ |
| 1.  | Berliner FC Dynamo         | 6   | 4 | 0 | 2 | 019:600 | +13   | 08:40  |
| 2.  | F.C. Hansa Rostock         | 6   | 4 | 0 | 2 | 011:900 | +2    | 08:40  |
| 3.  | FC Vorwärts Frankfurt/O.   | 6   | 3 | 1 | 2 | 013:110 | +2    | 07:50  |
| 4.  | BSG Lok/Armaturen Prenzlau | 6   | 0 | 1 | 5 | 005:220 | −17   | 01:11  |

### Staffel 3
Spiele
| Datum                      |                      |   |                      | Hinspiel | Rückspiel |
| -------------------------- | -------------------- | - | -------------------- | -------- | --------- |
| So 01. Juni / So 15. Juni  | 1. FC Union Berlin   | – | 1. FC Magdeburg      | 1:0      | 2:4       |
| So 01. Juni / So 15. Juni  | ISG Schwerin         | – | BSG Motor Babelsberg | 1:0      | 1:1       |
| So 08. Juni / So 22. Juni  | 1. FC Union Berlin   | – | ISG Schwerin         | 6:0      | 0:0       |
| So 08. Juni / So 22. Juni  | 1. FC Magdeburg      | – | BSG Motor Babelsberg | 6:0      | 5:0       |
| Mi .11. Juni / So 29. Juni | BSG Motor Babelsberg | – | 1. FC Union Berlin   | 1:1      | 0:6       |
| Mi .11. Juni / So 29. Juni | ISG Schwerin         | − | 1. FC Magdeburg      | 0:5      | 1:8       |

Abschlusstabelle
| Pl. | Mannschaft           | Sp. | S | U | N | Tore    | Diff. | Punkte |
| --- | -------------------- | --- | - | - | - | ------- | ----- | ------ |
| 1.  | 1. FC Magdeburg      | 6   | 5 | 0 | 1 | 028:400 | +24   | 10:20  |
| 2.  | 1. FC Union Berlin   | 6   | 3 | 2 | 1 | 016:500 | +11   | 08:40  |
| 3.  | ISG Schwerin         | 6   | 1 | 2 | 3 | 003:200 | −17   | 04:80  |
| 4.  | BSG Motor Babelsberg | 6   | 0 | 2 | 4 | 002:200 | −18   | 02:10  |

### Staffel 4
Spiele
| Datum                      |                      |   |                      | Hinspiel | Rückspiel |
| -------------------------- | -------------------- | - | -------------------- | -------- | --------- |
| So 01. Juni / So 15. Juni  | FC Rot-Weiß Erfurt   | – | FC Karl-Marx-Stadt   | 1:1      | 4:3       |
| So 01. Juni / So 15. Juni  | BSG EIO Sonneberg    | – | Hallescher FC Chemie | 0:5      | 1:6       |
| So 08. Juni / So 22. Juni  | FC Rot-Weiß Erfurt   | – | BSG EIO Sonneberg    | 8:0      | 6:0       |
| So 08. Juni / So 22. Juni  | FC Karl-Marx-Stadt   | – | Hallescher FC Chemie | 1:1      | 0:2       |
| Mi .11. Juni / So 29. Juni | Hallescher FC Chemie | – | FC Rot-Weiß Erfurt   | 2:3      | 2:2       |
| Mi .11. Juni / So 29. Juni | BSG EIO Sonneberg    | − | FC Karl-Marx-Stadt   | 0:7      | 1:9       |

Abschlusstabelle
| Pl. | Mannschaft           | Sp. | S | U | N | Tore    | Diff. | Punkte |
| --- | -------------------- | --- | - | - | - | ------- | ----- | ------ |
| 1.  | FC Rot-Weiß Erfurt   | 6   | 4 | 2 | 0 | 024:800 | +16   | 10:20  |
| 2.  | Hallescher FC Chemie | 6   | 3 | 2 | 1 | 018:700 | +11   | 08:40  |
| 3.  | FC Karl-Marx-Stadt   | 6   | 2 | 2 | 2 | 021:900 | +12   | 06:60  |
| 4.  | BSG EIO Sonneberg    | 6   | 0 | 0 | 6 | 002:410 | −39   | 0:12   |

## Halbfinale
Die beiden Halbfinalpartien wurden in Fürstenwalde (Bezirk Frankfurt/O.) im Karl-Friedrich-Friesen-Stadion ausgetragen.
| Datum                  |                     | Ergebnis        |                    |
| ---------------------- | ------------------- | --------------- | ------------------ |
| Sa 05. Juli, 14:00 Uhr | BSG Energie Cottbus | 1:3             | Berliner FC Dynamo |
| Sa 05. Juli, 15:30 Uhr | 1. FC Magdeburg     | 1:1 (3:4 i. E.) | FC Rot-Weiß Erfurt |

## Spiel um Platz 3
Das Spiel um Platz drei fand im Rudolf-Harbig-Stadion von Fürstenwalde statt.
| Datum                  |                     | Ergebnis |                 |
| ---------------------- | ------------------- | -------- | --------------- |
| So 06. Juli, 09:15 Uhr | BSG Energie Cottbus | 4:1      | 1. FC Magdeburg |

## Finale
| Paarung            | Berliner FC Dynamo – FC Rot-Weiß Erfurt |
| Ergebnis           | 0:1 (0:1) |
| Datum              | Sonntag, 6. Juli 1986 um 10:45 Uhr |
| Stadion            | Rudolf-Harbig-Stadion, Fürstenwalde |
| Zuschauer          | 200 |
| Schiedsrichter     | Wolfgang Schneider (Eisenhüttenstadt) |
| Tore               | 0:1 Drescher (31.) |
| Berliner FC Dynamo | Ronny Glöckner – Heiko Warnick – Kubon, Jörg Marganus, Michael Hägert – Knut Bartsch, Tino Zock, Bernd Driemel (67. Stefan Beinlich), Reiko Hornauer – Mike Buth, Angelo Vier (57. Sinnig) Cheftrainer: Helmut Koch                      |
| FC Rot-Weiß Erfurt | Marco Weigel – Steffen Klause – Marco Altwasser, Heiko Weinrich , Mike Uhl – Nico Scheller, Marcus Schneider, Heiko Cramer, Keller (68. Lange) – Ralf Drescher, Bachhuber (52. Jörg Czarnecki) Cheftrainer: Jochen Müller / Heinz Würfel |
| Besonderheiten     | Ralf Drescher setzte einen Foulstrafstoß in der 43. Minute neben das Tor. |